# Conference (peer)
De Conference is een tamelijk grote handpeer met veel roest en is vanwege de bewaarbaarheid het in België en Nederland meest geteelde ras. Het sappige vruchtvlees is wit tot lichtoranje en zoet. De schil is hard.
Het ras is een Engels perenras dat in 1894 in de handel kwam en waarmee in Nederland meer dan 65 jaar ervaring is. Een van de eerste aanplanters van het ras in Nederland is de familie Vogelaar in Krabbendijke geweest. De kweker van het ras is de Engelsman T. Rivers uit Sawbridgeworth, Herts. Het is vóór 1885 ontstaan uit een vrije bestuiving van het ras Léon Leclerc de Laval.
Conference is smakelijk en draagt gemakkelijk en rijk, ook zonder bestuivers in de buurt. Conference kan biologisch geteeld worden in particuliere tuinen. Het voordeel van dit ras is de lange afzetperiode, omdat het lang bewaard kan worden en tijdens de bewaring de smaak behouden blijft.
De groei van de boom is vrij sterk. Als tussenstam geniet Doyenné du Comice de voorkeur, met als onderstam Kwee MC. De bloei is vroeg en het ras kan zichzelf bestuiven en zet makkelijk parthenocarpe vruchten. Hierdoor worden na nachtvorstschade toch nog vruchten gevormd.
De pluk valt vanaf de tweede week van september. Vlak voor de pluk kunnen de vruchten al van de boom vallen.

## Ziekten en beschadigingen
Conference is tamelijk vatbaar voor loodglans (Chondrostereum purpureum), takschurft (Venturia pirina) en bacterievuur (Erwinia amylovora) en weinig tot tamelijk vatbaar voor schurft op het blad.

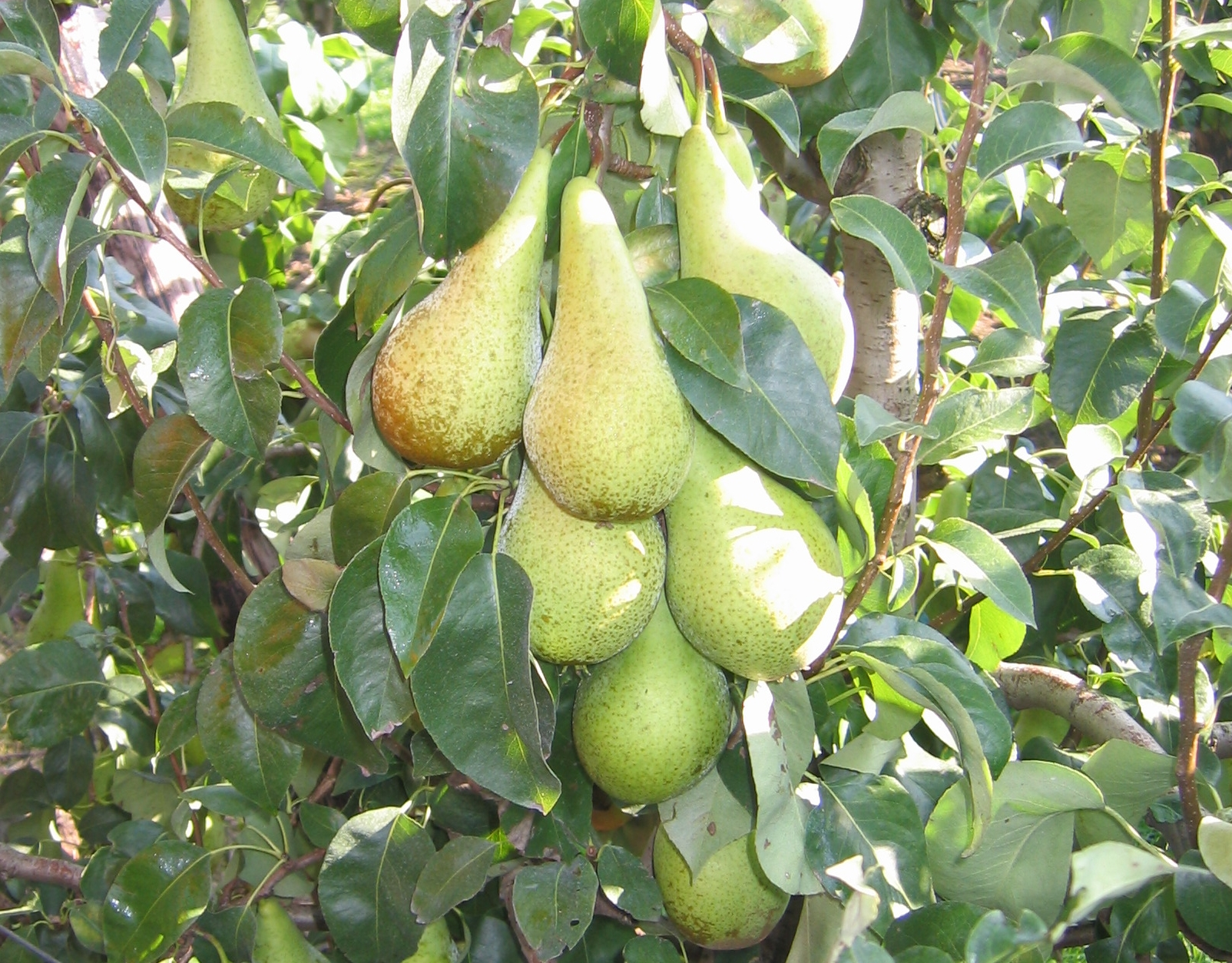
Conference peren aan de boom

## Mutanten
- Het clubras Corina is een mutant van Conference. Dit ras onderscheidt zich van Conference door de vroege rijping, ca 3 weken eerder. Nadeel is dat de vruchten kleiner zijn.
- Het clubras Red Conference is een mutant van Conference. Dit ras onderscheidt zich van de Conference door een rode kleur.[1]

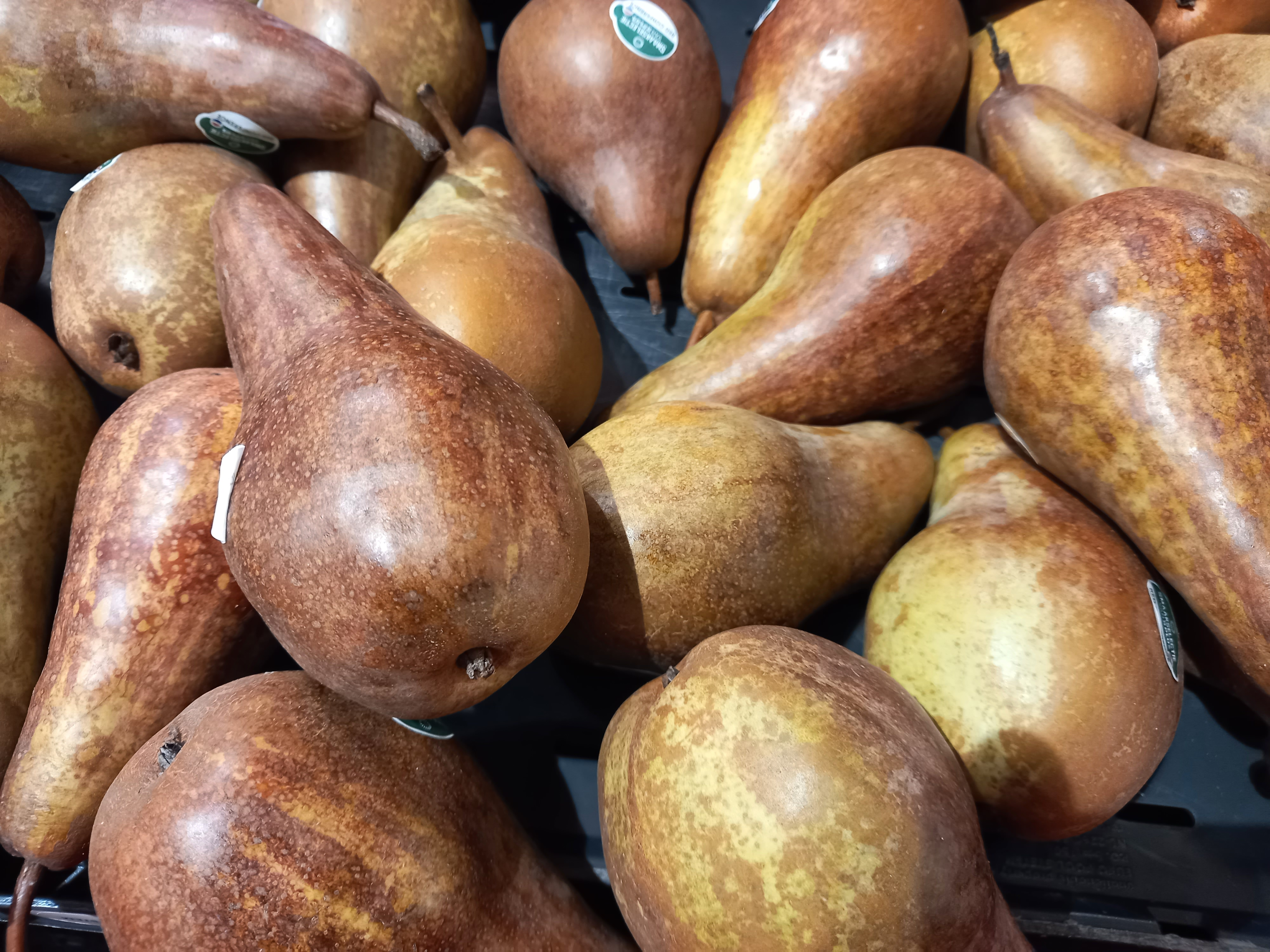
Peren van de rode kleurmutant 'Red Conference'